# 트루먼 주립 대학교
트루먼 주립 대학교(Truman State University, TSU)는 미국 미주리주 커크스빌에 위치한 공립 대학이다. 2021년 가을 기준 등록 학생 수는 4,225명으로 52개 학사 및 11개 석박사 프로그램의 학위를 추구하고 있다.
이 대학교의 이름은 미주리주 태생의 미국의 대통령 해리 S. 트루먼의 이름에서 기원한다. 1972년부터 1996년까지 이 학교의 교명은 노스이스트 미주리 주립 대학교(Northeast Missouri State University)였다.

## 역사
트루먼 주립 대학교는 1867년 조셉 볼드윈에 의해 "North Missouri Normal School and Commercial College"라는 교명으로 설립되었다. 1870년에 "First District Normal School"로 할당되면서 미주리주 최초의 교사 칼리지가 되었다.
이 학교는 26개군을 관할한다: 아데어군 (미주리주), 오드레인군, 분군 (미주리주), 캘러웨이군 (미주리주), 카리톤군, 클라크군 (미주리주), 하워드군 (미주리주), 녹스군 (미주리주), 루이스군 (미주리주), 링컨군 (미주리주), 린군 (미주리주), 매리언군 (미주리주), 메이컨군 (미주리주), 먼로군 (미주리주), 몽고메리군 (미주리주), 파이크군 (미주리주), 퍼트넘군 (미주리주), 랠스군, 랜돌프군 (미주리주), 세인트찰스군 (미주리주), 스카일러군 (미주리주), 스코틀랜드군 (미주리주), 셸비군 (미주리주), 설리번군 (미주리주), 워런군 (미주리주).